# Oleksandr Čyžov
Oleksandr Oleksandrovyč Čyžov (in ucraino Олександр Олександрович Чижов?; traslitterazione anglosassone: Oleksandr Oleksandrovych Chyzhov; in russo Александр Александрович Чижов?; Poltava, 10 agosto 1986) è un ex calciatore ucraino, di ruolo difensore.

## Carriera

### Club
Dopo aver giocato con il Vorskla Poltava, nel 2008 si trasferisce allo Šachtar Donec'k, allenato da Mircea Lucescu. Con gli arancio nero vince 3 campionati, una Coppa d'Ucraina e una Coppa UEFA (vittoria in finale contro il Werder Brema per 2-1). Il 28 settembre 2011 fa il suo esordio in Champions League, durante la fase a gironi, nel pareggio 1-1 contro l'APOEL Nicosia. Pur non essendo nell'arco della sua esperienza a Donetsk mai impiegato con regolarità, contribuisce ai successi del club. Nella stagione 2012-2013 viene mandato in prestito al Mariupol. Dopo 20 presenze e un gol, viene prestato ancora in giro per l'Ucraina, stavolta al Sevastopol per la seconda metà di stagione. Nel gennaio 2014 passa a titolo definitivo proprio al Mariupol, riuscendo a mantenere la permanenza della squadra nel massimo campionato ucraino, con un 10º posto finale, seppur con poche partite all'attivo. Nel 2015, prova l'esperienza in Kazakistan, acquistato dall'Oqjetpes. In circa una stagione e mezza diventa uno dei titolari inamovibili, grazie anche alla sua esperienza in campionati più performanti. Il 1º marzo 2017, decide di tornare per chiudere la carriera nel Vorskla Poltava, squadra che lo aveva lanciato tra i professionisti. Alla prima stagione, chiude con un terzo posto e l'accesso all'Europa League, poi disputata nel girone E e chiuso con 3 punti. Il 1º luglio 2019 annuncia il ritiro dal calcio giocato.

### Nazionale
Nel 2007 ha disputato 8 partite con la selezione Under 21 ucraina, durante la fase di qualificazione per gli Europei di categoria.

## Palmarès

### Club

#### Competizioni Nazionali
- Supercoppa d'Ucraina: 2

Šachtar: 2008, 2010
- Campionato ucraino: 3

Šachtar: 2009-2010, 2010-2011, 2011-2012
- Coppa d'Ucraina: 1

Šachtar: 2011-2012

#### Competizioni Internazionali
- Coppa UEFA: 1

Šachtar: 2008-2009